# Lądowisko Kielce-Czarnów
Lądowisko Kielce-Czarnów – lądowisko sanitarne w Kielcach, w województwie świętokrzyskim, położone przy ul. Grunwaldzkiej 45. Przeznaczone jest do wykonywania startów i lądowań śmigłowców sanitarnych i ratowniczych w dzień i w nocy o dopuszczalnej masie startowej do 2910 kg.
Zarządzającym lądowiskiem jest Wojewódzki Szpital Zespolony w Kielcach. W roku 2011 zostało wpisane do ewidencji lądowisk Urzędu Lotnictwa Cywilnego pod numerem 71.